# Unterlichtinghagen
Der Weiler Unterlichtinghagen ist ein Ortsteil der Gemeinde Lindlar im Oberbergischen Kreis im Regierungsbezirk Köln in Nordrhein-Westfalen (Deutschland). 

## Lage und Beschreibung
Unterlichtinghagen liegt nordöstlich von Lindlar im Norden von Scheel. Weitere Nachbarorte sind Oberhabbach, Oberlichtinghagen, Zäunchen und Niederhabbach. Im Osten des Ortes entspringt ein Nebengewässer des in die Leppe mündenden Scheelbaches.

## Geschichte
1413 wurde Lichtinghagen das erste Mal urkundlich als „Lichtinckhaen“ in einem Kämmereiregister des Frohnhofes Lindlar erwähnt. In der Topographia Ducatus Montani aus dem Jahre 1715 wird „n. Lichtinghagen“ mit vier Höfen gezeigt. Die Karte Topographische Aufnahme der Rheinlande von 1824 zeigt den Ort auf umgrenztem Hofraum mit 16 getrennt voneinander liegenden Gebäudegrundrissen.

## Busverbindungen
Über die Haltestellen „Niederhabbach“ (Linie 333) und „Scheel“ (Linie 335) ist Unterlichtinghagen an den öffentlichen Personennahverkehr angebunden.